# Шіре
Шіре — місто на півночі Ефіопії, у регіоні Тиграй. Входить до складу Північно-Західної зони.

## Географія
Місто розташовано у центральній частині регіону, на висоті 1952 метрів над рівнем моря.
Шіре розташовано на відстані близько 140 кілометрів на північний захід ід Мекеле, адміністративного центру регіону, й за 560 кілометрів на північний захід від Аддис-Абеби, столиці країни.

### Клімат
Місто знаходиться у зоні, котра характеризується кліматом помірних степів та напівпустель. Найтепліший місяць — травень із середньою температурою 23.2 °C (73.8 °F). Найхолодніший місяць — грудень, із середньою температурою 18.6 °С (65.5 °F).
| Клімат Шіре             | Клімат Шіре | Клімат Шіре | Клімат Шіре | Клімат Шіре | Клімат Шіре | Клімат Шіре | Клімат Шіре | Клімат Шіре | Клімат Шіре | Клімат Шіре | Клімат Шіре | Клімат Шіре | Клімат Шіре |
| Показник                | Січ.        | Лют.        | Бер.        | Квіт.       | Трав.       | Черв.       | Лип.        | Серп.       | Вер.        | Жовт.       | Лист.       | Груд.       | Рік         |
| Середня температура, °C | 18,7        | 19,8        | 21,6        | 22,7        | 23,2        | 22,7        | 20,8        | 20,4        | 20,7        | 20,6        | 19,7        | 18,6        | 20,8        |
| Норма опадів, мм        | 0.9         | 3.4         | 8.9         | 15.8        | 38.9        | 65.6        | 189.8       | 182.1       | 58.1        | 15.3        | 17.3        | 2.7         | 598.8       |
| Днів з опадами          | 2,1         | 2,2         | 2,6         | 3,9         | 6,1         | 7,8         | 9,3         | 10,7        | 7,2         | 4           | 1,9         | 1,7         | 59,5        |
| Вологість повітря, %    | 51.6        | 46.8        | 44.5        | 45.8        | 48.4        | 51          | 69.8        | 73.7        | 61.6        | 60          | 57.8        | 55.6        | 55.6        |
| ----------------------- | ----------- | ----------- | ----------- | ----------- | ----------- | ----------- | ----------- | ----------- | ----------- | ----------- | ----------- | ----------- | ----------- |
| Джерело: Weatherbase    |             |             |             |             |             |             |             |             |             |             |             |             |             |

## Історія
Одна з найбільш ранніх згадок про місто належить до періоду правління негуса Девіта I (1382–1413). Місто та його околиці за свою історію кілька разів ставали ареною військових сутичок.
29 лютого 1936 року в околицях Шіре сталась битва, що була одним з епізодів Другої італо-ефіопської війни. Битва завершилась перемогою італійської армії. Також за місто велись бої під час громадянської війни 1974–1991 років.

## Демографія
За даними Центрального статистичного агентства Ефіопії на 2007 рік чисельність населення міста становила 47 284 особи, з яких чоловіки 46,25%, жінки — відповідно 53,75%. У конфесійному складі населення 85,11% складають послідовники Ефіопської православної церкви; 14,67% — мусульмани.
Відповідно до даних перепису 1994 року чисельність населення Шіре становила 25 269 осіб.

## Транспорт
В околицях міста розташовано однойменний аеропорт (IATA: SHC).